# Colindale (London Underground)

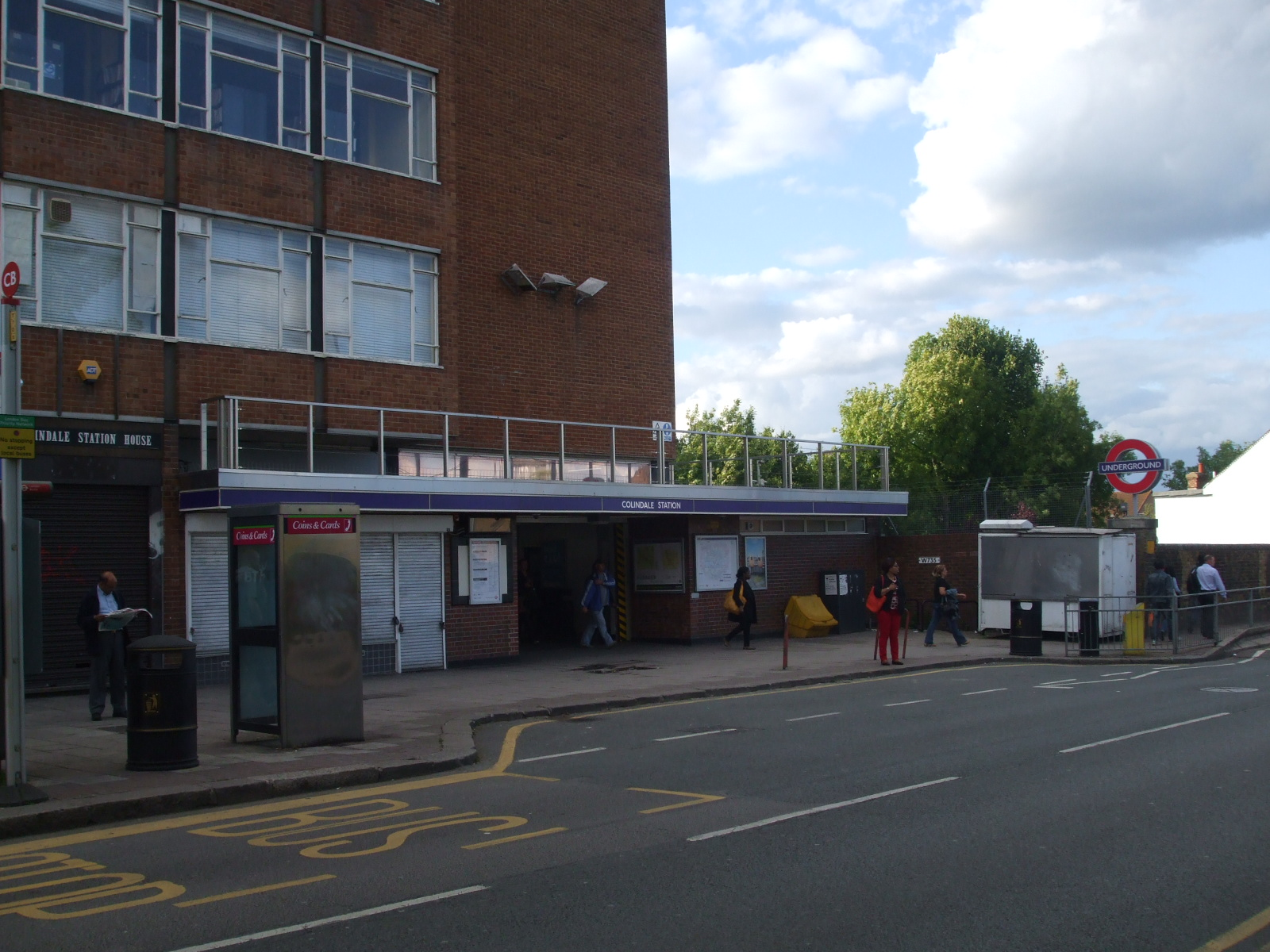
Eingang zur Station

Colindale ist eine oberirdische Station der London Underground im Stadtbezirk London Borough of Barnet. Sie liegt in der Travelcard-Tarifzone 4 an der Colindale Avenue. Im Jahr 2013 nutzten 4,54 Millionen Fahrgäste diese von der Northern Line bediente Station.
Die Station wurde am 18. August 1924 eröffnet, zusammen mit der Verlängerung von Hendon Central nach Edgware. Ein Fliegerangriff zerstörte 1940 das ursprüngliche, von Stanley Heaps entworfene Stationsgebäude. Daraufhin wurde es durch ein aus Holz bestehendes Provisorium ersetzt. Das heutige Gebäude stammt aus dem Jahr 1962.
In der Nähe befinden sich das Zeitungsarchiv der British Library, das Royal Air Force Museum und das Peel Centre, das Trainingszentrum der Metropolitan Police.